# ベストバウトボクシング
『ベストバウトボクシング』(Best Bout Boxing)はジャレコから1994年にリリースされたアーケードゲーム。ジャレコが開発したアーケード基板「メガシステム32」の第一弾タイトルでもある。

## ゲームのルール
7人のボクサーから1人を選び、世界一を目指し戦う。8方向レバー、3ボタンでプレイヤーを操作する。3ボタンはA・B・Cに設定されている。Aで顔面パンチ、Bでボディブロー、Cでキャラクター固有の攻撃を放つフィニッシュブローとなり、フィニッシュブローはボタンを押した長さで威力が変化する。全体的に見ると対戦型格闘ゲームのシステムを取り入れた様なシステムになっている。
また、一部のキャラクターは現実のボクシングでは反則技にあたる攻撃も使ってくる。

### システム
パリング
攻撃してきた相手を一時停止状態にする事ができる防御動作。相手の攻撃に合わせてレバーを上に入れた状態で攻撃ボタンを押すと発動する。
コンビネーションブロー
攻撃ボタンをタイミングよく特定の順番通りに押すと発動する連続攻撃。発動中の攻撃速度は通常よりも速くなっており、連続でヒットする様になるほか、パリングで止める事ができない性質を持つ。
ローリング
レバーを相手方向に素早く2回倒すと発動する移動手段。発動中は完全無敵となっているため、主にリーチの長い相手に対しての接近手段として使う。
カウント
攻撃を喰らい続けるとダウンする事があり、ダウンしたら10カウント以内にレバーやボタンの連打で素早く起き上がる。カウント中はお互いの体力ゲージが回復する。

## 登場キャラクター

### プレイヤーキャラクター
カロルド・ファースト［Carolde First］
イギリス人ボクサー。素早さを活かした攻撃が得意。
ホセ・ハム・ディンガー［Jose Hum Dinger］
メキシコ人ボクサー。操作キャラクター中最長の身長を持ち、パンチ技のリーチも長い。
堀内 丈二（ほりうち じょうじ）［Jyoji Horiuchi］
日本人ボクサー。操作キャラクターの中でも小柄な体格だが、バランスの取れた能力を持つ。
ビフ・バルグ［Biff Vulgue］
オーストラリア人ボクサー。、操作キャラクター中最も大柄な体格を持ち、攻撃力と防御力が高い。
タマラト・ジップ［Thamalatt Zip］
タイ人ボクサー。素早さとリーチを活かしたトリッキーな攻撃が得意。
グルート・スミス［Grute Smith］
アメリカ人ボクサー。攻撃力が高い。
金 熙洙（キム・ヒ・スー）［Kim Hi-Soo］
韓国人ボクサー。丈二に近い体格を持つ。

### ボスキャラクター
ドラエフ・ヴァローナ［Draef Verona］
ロシア人ボクサーで世界チャンピオン。本作の最終ボスでホセに匹敵する体格に高い攻撃力と素早さを兼ね備えている。